# Crocidura
Crocidura (Wagler, 1832) è un genere della famiglia dei Soricidi comunemente noti come crocidure.

## Descrizione

### Dimensioni
Al genere Crocidura appartengono mammiferi di piccole dimensioni, con lunghezza della testa e del corpo tra 40 e 180 mm, la lunghezza della coda tra 40 e 110 mm e un peso fino a 65 g.

### Caratteristiche craniche e dentarie
Il cranio è allungato e schiacciato dorsalmente, è privo di arcate zigomatiche e presenta i denti completamente bianchi. La mandibola è allungata ed ha il ramo ascendente elevato. Gli incisivi interni superiori sono lunghi ed uncinati, presentano due dentellature e sono seguiti su ogni semi-arcata da tre denti unicuspidati, i quali sono piccoli. È presente un solo premolare superiore, che è di solito il più grande tra tutti i denti masticatori. I molari presentano la caratteristica disposizione delle cuspidi a W.
Sono caratterizzati dalla seguente formula dentaria:

### Aspetto
L'aspetto è quello tipico di un toporagno, con il corpo snello. Le parti dorsali generalmente variano dal bruno-grigiastro al grigio con le parti ventrali solitamente più chiare. La testa è allungata, il muso è appuntito, densamente cosparso di lunghe vibrisse e costantemente in movimento. Il naso è semplice, diviso in due da un solco verticale che passa tra le due narici. Gli occhi sono piccoli ma visibili, le orecchie sono ridotte ed arrotondate con una complessa struttura di pieghe e rientranze nella superficie interna. Le zampe hanno cinque dita, tutte fornite di piccoli artigli. La coda è affusolata, solitamente più tozza alla base ed è ricoperta di piccole setole e cosparsa di lunghi peli chiari. Quest'ultima caratteristica è unica tra tutti i toporagni e la loro quantità è utile per distinguere le varie specie. Alcune forme hanno un odore forte e pungente prodotto da numerose ghiandole situate sui fianchi e sulla coda.

## Biologia
Un comportamento comune a molte specie del genere Crocidura (presente anche nel genere Suncus) è il cosiddetto caravanning. Si tratta di una peculiare interazione genitore/prole messa in atto quando un nido è disturbato, o semplicemente quando i giovani iniziano a uscire dal nido ma non sono ancora del tutto indipendenti. La madre ed i cuccioli si dispongono in fila indiana, con il primo dei cuccioli aggrappato alla groppa della madre ed i successivi ciascuno aggrappato alla groppa del precedente, a formare una catena che si muove solidalmente, seguendo gli spostamenti della madre.

## Distribuzione e habitat
Sono toporagni principalmente terricoli e talvolta parzialmente arboricoli diffusi in tutto il vecchio mondo, dall'Europa e l'Africa attraverso l'Asia fino al Giappone e in Indonesia all'isola di Sulawesi.

## Tassonomia
Il genere comprende 197 specie ed è attualmente quello con il più alto numero tra tutti i mammiferi.
- Crocidura absconditus
- Crocidura afeworkbekelei
- Crocidura aleksandrisi
- Crocidura allex
- Crocidura andamanensis
- Crocidura annamitensis
- Crocidura ansellorum
- Crocidura arabica
- Crocidura arispa
- Crocidura armenica
- Crocidura attenuata
- Crocidura attila
- Crocidura baileyi
- Crocidura baluensis
- Crocidura batakorum
- Crocidura batesi
- Crocidura beatus
- Crocidura beccarii
- Crocidura bottegi
- Crocidura bottegoides
- Crocidura brunnea
- Crocidura buettikoferi
- Crocidura caliginea
- Crocidura canariensis
- Crocidura caspica
- Crocidura cinderella
- Crocidura congobelgica
- Crocidura cranbrooki
- Crocidura crenata
- Crocidura crossei
- Crocidura cyanea
- Crocidura denti
- Crocidura desperata
- Crocidura dhofarensis
- Crocidura dolichura
- Crocidura douceti
- Crocidura dsinezumi
- Crocidura eisentrauti
- Crocidura elgonius
- Crocidura elongata
- Crocidura erica
- Crocidura fingui
- Crocidura fischeri
- Crocidura flavescens
- Crocidura floweri
- Crocidura foetida
- Crocidura foxi
- Crocidura fuliginosa
- Crocidura fulvastra
- Crocidura fumosa
- Crocidura fuscomurina
- Crocidura gathornei
- Crocidura glassi
- Crocidura gmelini
- Crocidura goliath
- Crocidura gracilipes
- Crocidura grandiceps
- Crocidura grandis
- Crocidura grassei
- Crocidura grayi
- Crocidura greenwoodi
- Crocidura guy
- Crocidura harenna
- Crocidura hikmiya
- Crocidura hildegardeae
- Crocidura hilliana
- Crocidura hirta
- Crocidura hispida
- Crocidura horsfieldii
- Crocidura hutanis
- Crocidura indochinensis
- Crocidura jacksoni
- Crocidura jenkinsi
- Crocidura jouvenetae
- Crocidura katinka
- Crocidura kegoensis
- Crocidura kivuana
- Crocidura lamottei
- Crocidura lanosa
- Crocidura lasiura
- Crocidura latona
- Crocidura lea
- Crocidura lepidura
- Crocidura leucodon
- Crocidura levicula
- Crocidura littoralis
- Crocidura longipes
- Crocidura lucina
- Crocidura ludia
- Crocidura luna
- Crocidura lusitania
- Crocidura lwiroensis
- Crocidura macarthuri
- Crocidura macmillani
- Crocidura macowi
- Crocidura malayana
- Crocidura manengubae
- Crocidura maquassiensis
- Crocidura mariquensis
- Crocidura maurisca
- Crocidura maxi
- Crocidura mdumai
- Crocidura mindorus
- Crocidura miya
- Crocidura monax
- Crocidura monticola
- Crocidura montis
- Crocidura munissii
- Crocidura muricauda
- Crocidura musseri
- Crocidura mutesae
- Crocidura nana
- Crocidura nanilla
- Crocidura narcondamica
- Crocidura negligens
- Crocidura negrina
- Crocidura newmarki
- Crocidura nicobarica
- Crocidura nigeriae
- Crocidura nigricans
- Crocidura nigripes
- Crocidura nigrofusca
- Crocidura nimbae
- Crocidura ninoyi
- Crocidura niobe
- Crocidura obscurior
- Crocidura olivieri
- Crocidura orientalis
- Crocidura orii
- Crocidura pachyura
- Crocidura palawanensis
- Crocidura panayensis
- Crocidura paradoxura
- Crocidura parvipes
- Crocidura pasha
- Crocidura pergrisea
- Crocidura phaeura
- Crocidura phanluongi
- Crocidura phuquocensis
- Crocidura picea
- Crocidura pitmani
- Crocidura planiceps
- Crocidura poensis
- Crocidura polia
- Crocidura pullata
- Crocidura raineyi
- Crocidura ramona
- Crocidura rapax
- Crocidura religiosa
- Crocidura rhoditis
- Crocidura roosevelti
- Crocidura russula
- Crocidura sapaensis
- Crocidura selina
- Crocidura serezkyensis
- Crocidura shantungensis
- Crocidura sibirica
- Crocidura sicula
- Crocidura silacea
- Crocidura smithii
- Crocidura sokolovi
- Crocidura somalica
- Crocidura stenocephala
- Crocidura suaveolens
- Crocidura susiana
- Crocidura tadae
- Crocidura tanakae
- Crocidura tansaniana
- Crocidura tarella
- Crocidura tarfayensis
- Crocidura telfordi
- Crocidura tenuis
- Crocidura thalia
- Crocidura theresae
- Crocidura thomensis
- Crocidura trichura
- Crocidura turba
- Crocidura ultima
- Crocidura umbra
- Crocidura usambarae
- Crocidura viaria
- Crocidura virgata
- Crocidura voi
- Crocidura vorax
- Crocidura vosmaeri
- Crocidura watasei
- Crocidura whitakeri
- Crocidura wimmeri
- Crocidura wuchihensis
- Crocidura xantippe
- Crocidura yankariensis
- Crocidura yaldeni
- Crocidura zaitsevi
- Crocidura zaphiri
- Crocidura zarudnyi
- Crocidura zimmeri
- Crocidura zimmermanni